# Gifiti

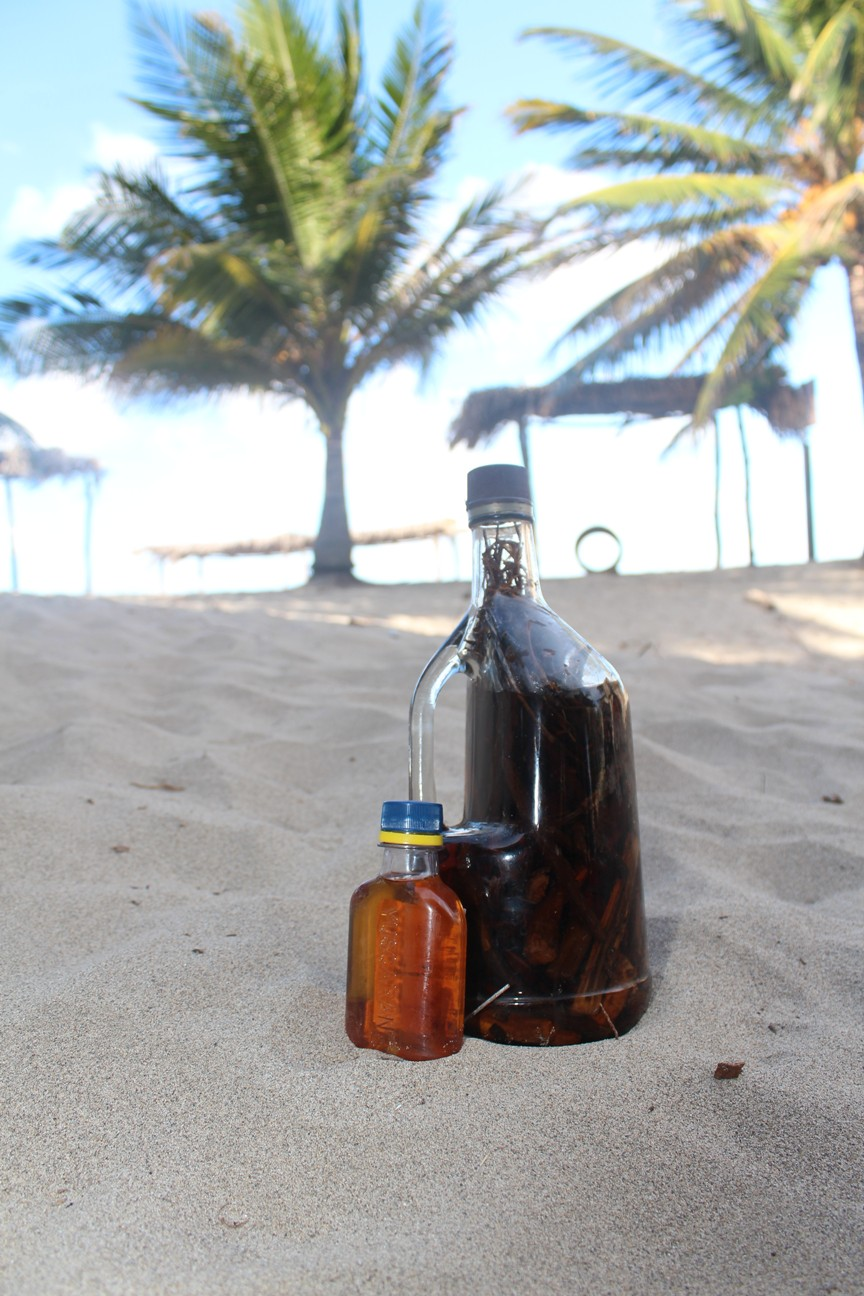
Botella de gifiti.

El gifiti o guiffity es una bebida preparada creada por la etnia garífuna. Su nombre proviene del idioma garífuna significando amargo. Fue creado con propósitos medicinales por afrodescendientes hondureños.   
Pero 
también se le atribuyen propiedades afrodisíacas, reconstituyentes, digestivas, entre otros. Entre sus ingredientes se incluyen hierbas tales como manzanilla, pericón, anís, pimienta gorda, clavos de olor, palos de hombre, entre otros. Además que consiste solamente en su base de 7 plantas, puede llegar a incluir hasta 38 tipos de raíces, hojas, ramas, flores y semillas diferentes.

## Uso
Se dice que el gifiti contiene facultades para sanar malestares, tales como potenciar la libido en los hombres. Ha sido utilizado como medicina preventiva para tratar fiebres, estrés e incluso dolores menstruales y de espalda. Inclusive, se dice que provee vidas más largas y sanas a sus consumidores. Es recomendable no tomar más de 3 tragos pequeños al día para no abusar de él y causar un embriague.

## Preparación
Se combina su base de 5 hierbas (manzanilla, anís, pimienta gorda, clavos de olor y palos de hombre) con el licor de la preferencia del consumidor (popularmente con ron o aguardiente, aunque originalmente se preparaba con agua) y, según la receta, se entierra o se coloca al sol para su fermentación por 2 semanas.